# Brian Plat
Brian Plat, né le 5 avril 2000 à Volendam aux Pays-Bas, est un footballeur néerlandais qui joue au poste d'arrière droit au Beerschot VA.

## Biographie

### En club
Né à Volendam aux Pays-Bas, Brian Plat est formé par le club local du FC Volendam. Il joue son premier match en professionnel le 13 octobre 2019, lors d'une rencontre de championnat face au FC Den Bosch. Il est titularisé en défense centrale et les deux équipes se partagent les points (1-1 score final).
Il inscrit son premier but en professionnel le 3 mars 2021, lors d'une rencontre de championnat face à Almere City. Titulaire, il ouvre le score sur une frappe lointaine, et contribue à la victoire de son équipe par deux buts à un. Le 20 avril 2021, Plat prolonge son contrat au FC Volendam jusqu'en juin 2024.
Il participe à la montée du club en première division à l'issue de la saison 2021-2022, le FC Volendam étant officiellement promu le 22 avril 2022, après une victoire face au FC Den Bosch (1-2),.
Il joue son premier match en Eredivisie, l'élite du football néerlandais, le 7 août 2022, lors de la première journée de la saison 2022-2023, face au FC Groningue. Il est titularisé et les deux équipes se neutralisent (2-2 score final).
Le 18 février 2024, Plat joue son 100e match avec le FC Volendam, lors d'une rencontre de championnat face au Vitesse Arnhem. Il est titularisé en défense centrale et les deux équipes se neutralisent (1-1 score final),.